# Munkfors
Munkfors er et byområde i Munkfors kommun i Värmlands län i Sverige. I 2010 var indbyggertallet 3.054.